# 에드윈 스티븐스

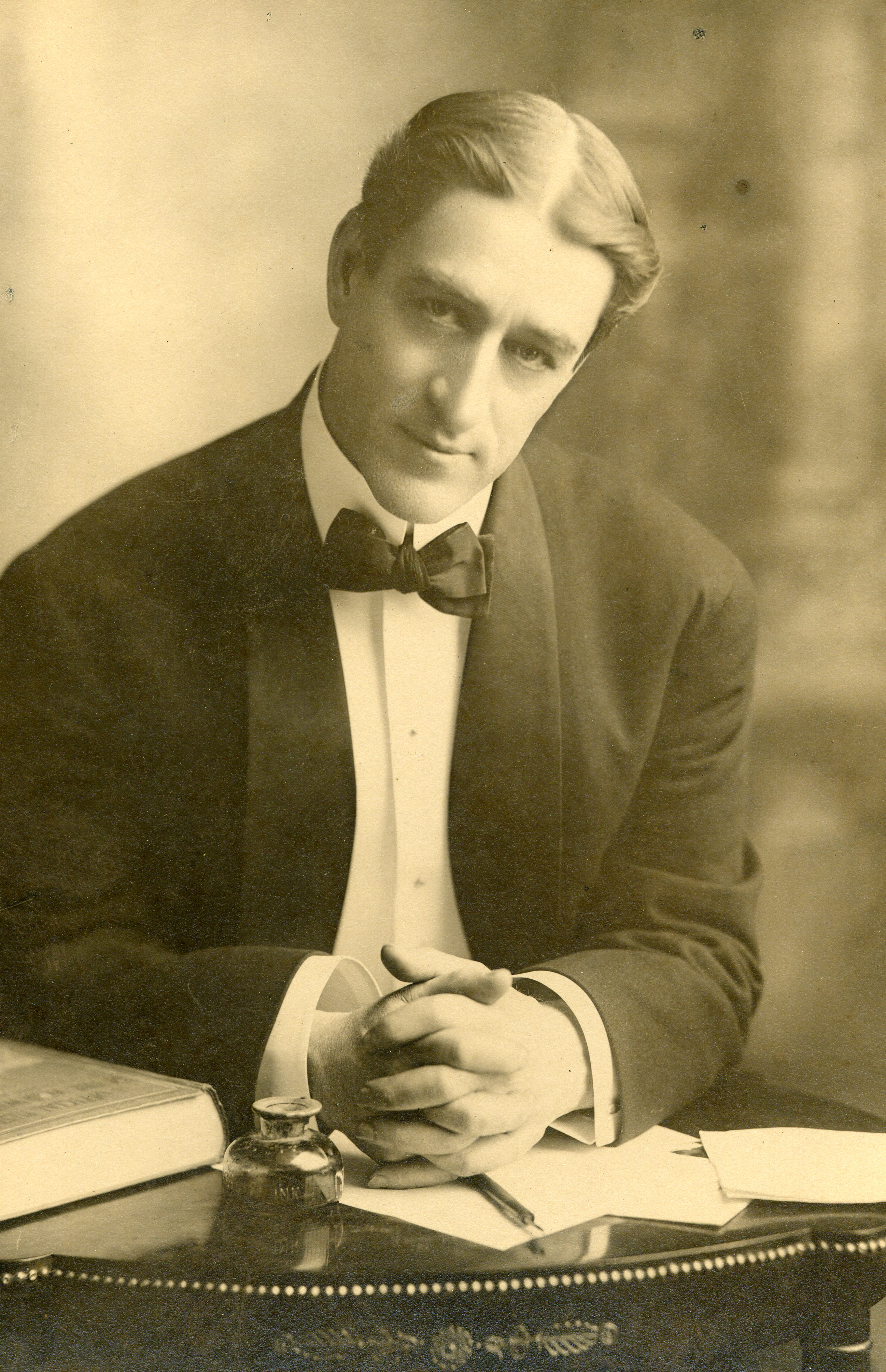

에드윈 스티븐스(Edwin Stevens, 1860년 8월 16일 – 1923년 1월 3일)는 미국의 무대 및 영화 배우이다. 무성 영화 시대에 여러 영화를 감독하기도 했다.

## 참여 작품

### 배우
- 사하라 (1919년 영화)

## 참고 문헌
- Langman, Larry. American Film Cycles: The Silent Era. Greenwood Publishing, 1998.